# Musiques de 3×3 Eyes
Ici sont référencés tous les CD de musique en rapport avec la série 3×3 Eyes.

## 3×3 Eyes ~Ten no Maki~
- Titre (kanji) : ３ｘ３ＥＹＥＳ　―天之巻―
- Date de sortie : 5 septembre 1990
- Musique : Kentaro Haneda

Lors de sa sortie, le CD est sorti également en édition limitée vendu dans une boîte en carton avec le même artwork couleur que sur la jaquette du CD.
| 3×3 Eyes ~Ten no Maki~ | 3×3 Eyes ~Ten no Maki~             | 3×3 Eyes ~Ten no Maki~             | 3×3 Eyes ~Ten no Maki~                          | 3×3 Eyes ~Ten no Maki~ |
| ---------------------- | ---------------------------------- | ---------------------------------- | ----------------------------------------------- | ---------------------- |
| Face A                 |                                    |                                    |                                                 |                        |
| 1                      | Dai-ichi Gakushō "Kaiyan Meikyū"   | Dai-ichi Gakushō "Kaiyan Meikyū"   | 第Ｉ楽章「鬼眼迷宮」                            | 07:27                  |
| 1                      | [1]                                | Sanjiyan                           | 三只眼                                          | 07:27                  |
| 1                      | [2]                                | Yakumo - tensei                    | 八雲・転生                                      | 07:27                  |
| 2                      | STAGE 1 Prologue                   | STAGE 1 Prologue                   | ＳＴＡＧＥ・１ プロローグ                       | 03:32                  |
| 3                      | 3×3EYES <Vocal>                    | 3×3EYES <Vocal>                    | ３ｘ３ＥＹＥＳ 〈ＶＯＣＡＬ〉                   | 03:55                  |
| 4                      | STAGE 2 Unmei no Megami            | STAGE 2 Unmei no Megami            | ＳＴＡＧＥ・２ 運命の女神                       | 12:49                  |
| Face B                 |                                    |                                    |                                                 |                        |
| 5                      | Dai-ni Gakushō "Meisō"             | Dai-ni Gakushō "Meisō"             | 第ＩＩ楽章「迷走」                              | 10:35                  |
| 5                      | [1]                                | Tibet                              | チベット                                        | 10:35                  |
| 5                      | [2]                                | Tôkyô Yakei                        | 東京夜景                                        | 10:35                  |
| 5                      | [3]                                | Jūma no shōkan                     | 獣魔の召換                                      | 10:35                  |
| 5                      | [4]                                | Hong Kong                          | 香港                                            | 10:35                  |
| 6                      | STAGE 3 Benares                    | STAGE 3 Benares                    | ＳＴＡＧＥ・３ ベナレス                         | 08:14                  |
| 7                      | Dai-san Gakushō "Sei naru Chikara" | Dai-san Gakushō "Sei naru Chikara" | 第ＩＩＩ楽章「聖なる力」                        | 05:36                  |
| 8                      | Haruka naru Embrasser (VOCAL)      | Haruka naru Embrasser (VOCAL)      | 遥かなる抱擁―Ｅｍｂｒａｓｓｅｒ― 〈ＶＯＣＡＬ〉 | 03:43                  |
| 9                      | STAGE 4 Doko e                     | STAGE 4 Doko e                     | ＳＴＡＧＥ・４ 何処へ                           | 01:17                  |

3×3 Eyes ~Ten no Maki~ était le tout premier CD de 3×3 Eyes à être réalisé. C'est un image album réalisé avant la création de la série animée. Il y a quatre pistes "drama" (les "stages" listés ci-dessus) mettant en scène des voix d'acteurs essayant de reconstituer les scènes du manga.

## 3×3 Eyes ~Hito no Maki~
- Titre (kanji) : ３ｘ３ＥＹＥＳ　―人之巻―
- Date de sortie : 21 novembre 1990
- Musique : Kentaro Haneda

Lors de sa sortie, le CD est sorti également en édition limitée vendu dans une boîte en carton avec le même artwork couleur que sur la jaquette du CD.
| 3×3 Eyes ~Hito no Maki~ | 3×3 Eyes ~Hito no Maki~                   | 3×3 Eyes ~Hito no Maki~                        | 3×3 Eyes ~Hito no Maki~ |
| ----------------------- | ----------------------------------------- | ---------------------------------------------- | ----------------------- |
| Face A                  |                                           |                                                |                         |
| 1                       | STAGE I "Yogekisha Shimatsuki - Sono 1"   | ＳＴＡＧＥ・Ｉ「妖撃社始末記・その１」         | 01:57                   |
| 2                       | Yoru wa Logo Logo <Vocal>                 | 夜はＬｏｇｏ Ｌｏｇｏ 〈Ｖｏｃａｌ〉           | 04:06                   |
| 3                       | STAGE II "Yogekisha Shimatsuki - Sono 2"  | ＳＴＡＧＥ・ＩＩ「妖撃社始末記・その２」       | 12:45                   |
| 4                       | Warning <Vocal>                           | 警告〈Ｗａｒｎｉｎｇ〉 〈Ｖｏｃａｌ〉          | 04:05                   |
| Face B                  |                                           |                                                |                         |
| 5                       | STAGE III "Yogekisha Shimatsuki - Sono 3" | ＳＴＡＧＥ・ＩＩＩ「妖撃社始末記・その３」     | 08:54                   |
| 6                       | Eien Yori mo <Vocal>                      | 永遠よりも 〈Ｖｏｃａｌ〉                      | 03:54                   |
| 7                       | STAGE IV "Yogekisha Shimatsuki - Sono 4"  | ＳＴＡＧＥ・ＩＶ「妖撃社始末記・その４」       | 04:42                   |
| 8                       | Dai-shi Gakushō "Saikai"                  | 第ＩＶ楽章 「再開」                            | 03:39                   |
| 9                       | Silent Surrender <Vocal>                  | Ｓｉｌｅｎｔ Ｓｕｒｒｅｎｄｅｒ 〈Ｖｏｃａｌ〉 | 03:50                   |

3×3 Eyes ~Hito no Maki~ est le second image album à être réalisé. Il met en scène une histoire originale créée par Yūzō Takada.

## 3×3 Eyes ~Chi no Maki~
- Titre (kanji) : ３ｘ３ＥＹＥＳ　―地之巻―
- Date de sortie : 16 juin 1991
- Musique : Kentaro Haneda

Le CD était originairement vendu avec une boîte contenant un petit livre intitulé La naissance de Yakumo-kun. Cependant, il n'est plus inclus dans la réédition de 1993.
| 3×3 Eyes ~Hito no Maki~ | 3×3 Eyes ~Hito no Maki~                             | 3×3 Eyes ~Hito no Maki~                                      | 3×3 Eyes ~Hito no Maki~ |
| ----------------------- | --------------------------------------------------- | ------------------------------------------------------------ | ----------------------- |
| 1                       | ONE'S HEART                                         | ＯＮＥ’Ｓ ＨＥＡＲＴ                                         | 04:28                   |
| 2                       | Original drama "Yōma Shōkan Aria" ERIA-I <Prologue> | オリジナルドラマ「妖魔召喚エリア」ＥＲＩＡーＩ〈プロローグ〉 | 03:22                   |
| 3                       | HOLY ROAD                                           | ＨＯＬＹ ＲＯＡＤ                                            | 04:32                   |
| 4                       | ERIA-II <Hae no Ō>                                  | ＥＲＩＡーＩＩ〈蠅の王〉                                     | 07:10                   |
| 5                       | ERIA-III <Bukka>                                    | ＥＲＩＡーＩＩＩ〈仏果〉                                     | 05:04                   |
| 6                       | Yōgeki                                              | 妖撃                                                         | 02:52                   |
| 7                       | ERIA-IV <Shōkan>                                    | ＥＲＩＡーＩＶ〈召喚〉                                       | 12:53                   |
| 8                       | Parvati                                             | ＰＡＲＶＡＴＩ                                               | 05:00                   |
| 9                       | ERIA-V <Epilogue>                                   | ＥＲＩＡーＶ〈エピローグ〉                                   | 02:54                   |
| 10                      | 3×3 Eyes -Never Die-                                | ３ｘ３ ＥＹＥＳ ―ＮＥＶＥＲ ＤＩＥ―                          | 05:01                   |
| 11                      | Omake no BGM 1 <Shinpi>                             | おまけのＢＧＭ１〈神秘〉                                     | 01:16                   |
| 12                      | Omake no BGM 2 <Action>                             | おまけのＢＧＭ２〈アクション〉                               | 02:26                   |
| 13                      | Omake no BGM 3 <Mysterious>                         | おまけのＢＧＭ３〈ミステリアス〉                             | 01:10                   |

C'est le troisième et dernier des images albums, et comme le second CD, il contient une histoire originale créée pour le CD (en plus de Yakumo et Pai). Le mot "ERIA" se rapporte apparemment à une aria, qui dans le drama est la chanson de Rosebenette pour invoquer le monstre Beelzebub.

## 3×3 Eyes Dai-ichi Shō
- Titre (kanji) : ３ｘ３ＥＹＥＳ　第壱章
- Date de sortie : 21 août 1991
- Musique : Kaoru Wada

Lors de sa sortie, le CD est sorti également en édition limitée vendu dans une boîte en carton avec le même artwork couleur que sur la jaquette du CD.
| 3×3 Eyes Dai-ichi Shō | 3×3 Eyes Dai-ichi Shō             | 3×3 Eyes Dai-ichi Shō                | 3×3 Eyes Dai-ichi Shō |
| --------------------- | --------------------------------- | ------------------------------------ | --------------------- |
| 1                     | Distance <Vocal>                  | Ｄｉｓｔａｎｃｅ 〈ＶＯＣＡＬ〉      | 04:27                 |
| 2                     | Hikyō no Chi                      | 秘境の地                             | 06:52                 |
| 3                     | Yakumo Fujī                       | 藤井八雲                             | 06:36                 |
| 4                     | Night Story <VOCAL>               | Ｎｉｇｈｔ Ｓｔｏｒｙ 〈ＶＯＣＡＬ〉 | 04:12                 |
| 5                     | Pai ~Bojō~                        | パイ～慕情～                         | 03:27                 |
| 6                     | "Ningen" no Zō                    | 『ニンゲン』の像                     | 02:51                 |
| 7                     | Sanjiyan - tensei                 | 三只眼・転生                         | 02:01                 |
| 8                     | Aoi Tsuki no Shita de <VOCAL>     | 青い月の下で 〈ＶＯＣＡＬ〉          | 04:27                 |
| 9                     | Majū Shūrai                       | 魔獣襲来                             | 04:19                 |
| 10                    | Maboroshi no tami                 | 幻の民                               | 04:57                 |
| 11                    | Ame no Hi no Sugoshi Kata <VOCAL> | 雨の日の過ごし方                     | 04:56                 |

Ce CD est la toute première bande-son à paraître pour la série animée 3×3 Eyes. Il reprend les musiques des deux premiers épisodes de la première OAV.

## 3×3 Eyes Dai-ni Shō
- Titre (kanji) : ３ｘ３ＥＹＥＳ　第弐章
- Date de sortie : 5 décembre 1991
- Musique : Kaoru Wada

La première édition de ce CD était vendue dans un boîtier 2 CD, et incluait un CD bonus 8-cm de 15 minutes. La réédition de 1992 ne contient plus ce CD.
| 3×3 Eyes Dai-ni Shō | 3×3 Eyes Dai-ni Shō                                      | 3×3 Eyes Dai-ni Shō                           | 3×3 Eyes Dai-ni Shō |
| ------------------- | -------------------------------------------------------- | --------------------------------------------- | ------------------- |
| Disque 1            |                                                          |                                               |                     |
| 1                   | Believe                                                  | Ｂｅｌｉｅｖｅ                                | 04:46               |
| 2                   | <3×3 Meisaku Gekijō> Shira-yuki-hime to Shichinin no Hān | 〈３ｘ３名作劇場〉白雪姫と七人のハーン        | 05:24               |
| 3                   | Mamotte Ageru                                            | 守ってあげる                                  | 04:27               |
| 4                   | <3×3 Meisaku Gekijō> Pai o Tazunete Sanzen ri            | 〈３ｘ３名作劇場〉パイをたずねて三千里        | 05:15               |
| 5                   | Night Story <Nakamura Version>                           | Ｎｉｇｈｔ Ｓｔｏｒｙ 〈中村 Ｖｅｒｓｉｏｎ〉 | 04:11               |
| 6                   | <3×3 Meisaku Gekijō> Cinderella                          | 〈３ｘ３名作劇場〉シンデレラ                  | 05:44               |
| 7                   | Midnight Lullaby                                         | Ｍｉｄｎｉｇｈｔ Ｌｕｌｌａｂｙ               | 04:24               |
| 8                   | <3×3 Meisaku Gekijō> Alps no Shōjo Paidi                 | 〈３ｘ３名作劇場〉アルプスの少女パイジ        | 04:38               |
| 9                   | Kaze o Tsukamaete                                        | 風をつかまえて                                | 04:39               |
| 10                  | <BGM> Dōkyūsei                                           | 〈ＢＧＭ〉同級生                              | 02:12               |
| 11                  | <BGM> Yōma                                               | 〈ＢＧＭ〉妖魔                                | 00:26               |
| 12                  | <BGM> Yakumo                                             | 〈ＢＧＭ〉八雲                                | 01:35               |
| Disque 2            |                                                          |                                               |                     |
| 1                   | Pai-chan no (Hi) Nikkichō                                | パイちゃんの（秘）日記帳                      | 15:00               |

Contrairement à ce que pourrait laisser suggérer le titre, ce n'est pas la deuxième bande-son, mais un autre image album avec d'étranges dramas. En effet, les personnages de la série sont ici des acteurs de contes classiques tels que Cendrillon ou Heidi (Paidi). Les titres de ce CD font référence aux "Nippon Animation's World Masterpiece Theater series".

## 3×3 Eyes Dai-san Shō
- Titre (kanji) : ３ｘ３ＥＹＥＳ　第参章
- Date de sortie : 22 avril 1992
- Musique : Kaoru Wada

| 3×3 Eyes Dai-san Shō | 3×3 Eyes Dai-san Shō                          | 3×3 Eyes Dai-san Shō                                                      | 3×3 Eyes Dai-san Shō |
| -------------------- | --------------------------------------------- | ------------------------------------------------------------------------- | -------------------- |
| 1                    | Eien yori mo <New arrange version>            | 永遠よりも 〈ＮＥＷ ＡＲＲＡＮＧＥ ＶＥＲＳＩＯＮ〉                       | 03:48                |
| 2                    | Tabidachi                                     | 旅立ち                                                                    | 04:37                |
| 3                    | Yōma no Kehai                                 | 妖魔の気配                                                                | 03:11                |
| 4                    | Osoi Kuru Kage                                | 襲い来る影                                                                | 02:54                |
| 5                    | Haruka naru -Embrasser- <New arrange version> | 遥かなる抱擁―Ｅｍｂｒａｓｓｅｒ― 〈ＮＥＷ ＡＲＲＡＮＧＥ ＶＥＲＳＩＯＮ〉 | 03:43                |
| 6                    | Kaisō no Sanjiyan                             | 回想の三只眼                                                              | 04:18                |
| 7                    | Aru Asa no Fūkei                              | ある朝の風景                                                              | 02:49                |
| 8                    | Shakōteki Shūkai Ongaku Chūka Fū              | 社交的集会音楽中華風                                                      | 03:51                |
| 9                    | Kaiyanwang Shinkō                             | 鬼眼王信仰                                                                | 03:33                |
| 10                   | Kokoro ni Tsuzutta Love Story                 | 心に綴った Ｌｏｖｅ Ｓｔｏｒｙ                                            | 03:47                |
| 11                   | Mō Hitori no Wu                               | もう一人の无                                                              | 03:17                |
| 12                   | Pai no Ketsui                                 | パイの決意                                                                | 03:49                |
| 13                   | Soshite, Yakumo                               | そして、八雲                                                              | 04:06                |
| 14                   | 3x3 EYES <New arrange version>                | ３ｘ３ ＥＹＥＳ 〈ＮＥＷ ＡＲＲＡＮＧＥ ＶＥＲＳＩＯＮ〉                  | 04:03                |

Les musiques de ce CD proviennent de la troisième et de la quatrième OAV. Il y a également des "New arrange version" du Takada Band et des chansons de Mio provenant des deux premiers CD dramas.

## 3×3 Eyes TAKADA BAND
- Titre (kanji) : ３ｘ３ＥＹＥＳ　ＴＡＫＡＤＡ　ＢＡＮＤ
- Date de sortie : 24 juin 1992
- Chansons : TAKADA BAND (Ami Mimatsu, Fumihiko Tachiki)

| 3×3 TAKADA BAND | 3×3 TAKADA BAND                               | 3×3 TAKADA BAND                                               | 3×3 TAKADA BAND |
| --------------- | --------------------------------------------- | ------------------------------------------------------------- | --------------- |
| 1               | Toki no Tabibito                              | ときの旅人                                                    | 04:09           |
| 2               | IN A LOST TOWN                                | ＩＮ Ａ ＬＯＳＴ ＴＯＷＮ                                     | 04:47           |
| 3               | Aoi tsuki no shita de                         | 青い月の下で                                                  | 04:23           |
| 4               | Haruka naru -Embrasser- <New arrange version> | 遥かなる抱擁―Ｅｍｂｒａｓｓｅｒ―                              | 03:43           |
| 5               | Kaze o tsukamaete                             | 風をつかまえて                                                | 04:34           |
| 6               | Midnight Lullaby <New Recording>              | Ｍｉｄｎｉｇｈｔ Ｌｕｌｌａｂｙ 〈Ｎｅｗ Ｒｅｃｏｒｄｉｎｇ〉 | 04:19           |
| 7               | Night Story                                   | Ｎｉｇｈｔ Ｓｔｏｒｙ                                         | 04:11           |
| 8               | 3×3 EYES                                      | ３ｘ３ ＥＹＥＳ                                               | 03:51           |
| 9               | Warning <New Recording>                       | 警告〈Ｗａｒｎｉｎｇ〉 〈Ｎｅｗ Ｒｅｃｏｒｄｉｎｇ〉          | 03:54           |
| 10              | Silent Surrender <New Recording>              | Ｓｉｌｅｎｔ Ｓｕｒｒｅｎｄｅｒ 〈Ｎｅｗ Ｒｅｃｏｒｄｉｎｇ〉 | 03:50           |
| 11              | Yoru wa Logo Logo                             | 夜はＬｏｇｏ Ｌｏｇｏ                                         | 04:04           |
| 12              | Believe                                       | Ｂｅｌｉｅｖｅ                                                | 04:40           |
| 13              | 3×3 EYES -NEVER DIE-                          | ３ｘ３ ＥＹＥＳ ―ＮＥＶＥＲ ＤＩＥ―                           | 04:58           |
| 14              | Kimi no soba ni                               | 君の傍に ～Ｉ’ｌｌ ｂｅ ｔｈｅｒｅ～                          | 04:03           |

Ce CD regroupe des chansons du Takada Band des CD précédents, et aussi de nouvelles chansons.

## 3×3 Eyes Seima Densetsu Matsuei Futanshi
- Titre (kanji) : ３ｘ３ ＥＹＥＳ ～聖魔伝説　末裔譜譚詩
- Date de sortie : 5 juillet 1995
- Musique : Kaoru Wada

| 3×3 Eyes Seima Densetsu Matsuei Futanshi | 3×3 Eyes Seima Densetsu Matsuei Futanshi | 3×3 Eyes Seima Densetsu Matsuei Futanshi | 3×3 Eyes Seima Densetsu Matsuei Futanshi |
| ---------------------------------------- | ---------------------------------------- | ---------------------------------------- | ---------------------------------------- |
| 1                                        | Main Theme                               | メインテーマ                             | 01:57                                    |
| 2                                        | Himalaya ni te                           | ヒマラヤにて                             | 02:55                                    |
| 3                                        | Owari naki tabiji                        | 終わりなき旅路                           | 04:51                                    |
| 4                                        | Hidamari no naka de...                   | 日溜まりの中で……                         | 02:54                                    |
| 5                                        | Saikai - Yakumo to Pai                   | 再会・八雲とパイ                         | 02:16                                    |
| 6                                        | Kakusei I                                | 覚醒Ｉ                                   | 03:24                                    |
| 7                                        | Ma no boku                               | 魔の刻                                   | 02:38                                    |
| 8                                        | Still in the Shadow                      | Ｓｔｉｌｌ Ｉｎ Ｔｈｅ Ｓｈａｄｏｗ      | 04:27                                    |
| 9                                        | Ai no theme                              | 愛のテーマ                               | 03:13                                    |
| 10                                       | Kyōki naru hitogata                      | 狂気なる人形（ひとがた）                 | 02:03                                    |
| 11                                       | Lady Kyōshū                              | レディ強襲                               | 03:02                                    |
| 12                                       | Zankoku na shinjitsu ~ Ai no theme       | 残酷な真実～愛のテーマ                   | 02:41                                    |
| 13                                       | Kakusei II                               | 覚醒ＩＩ                                 | 02:45                                    |
| 14                                       | Tabidachi                                | 旅立ち                                   | 02:02                                    |
| 15                                       | Stay                                     | Ｓｔａｙ                                 | 04:16                                    |

Ce CD est en fait l'OST du premier chapitre de la seconde OAV.

## 3×3 Eyes Seima Densetsu Matsuei Futanshi II
- Titre (kanji) : ３ｘ３ ＥＹＥＳ ～聖魔伝説　末裔譜譚詩ＩＩ
- Date de sortie : 5 juin 1996
- Musique : Kaoru Wada

| 3×3 Eyes Seima Densetsu Matsuei Futanshi II                 | 3×3 Eyes Seima Densetsu Matsuei Futanshi II      | 3×3 Eyes Seima Densetsu Matsuei Futanshi II          | 3×3 Eyes Seima Densetsu Matsuei Futanshi II |
| ----------------------------------------------------------- | ------------------------------------------------ | ---------------------------------------------------- | ------------------------------------------- |
| ~Seima Densetsu~ "Kagi no shō" （～聖魔伝説～ “鍵の章”）    |                                                  |                                                      |                                             |
| 1                                                           | Seichi e no kagi ~ Main title                    | 聖地への鍵～メインタイトル                           | 01:41                                       |
| 2                                                           | Pai no theme -Haruka na tabiji-                  | パイのテーマ‐遥かな旅路‐                             | 02:57                                       |
| 3                                                           | Chōkai                                           | 呪鬼                                                 | 03:24                                       |
| 4                                                           | Tentei no gekai no miyako                        | 天帝の下界の都                                       | 02:55                                       |
| 5                                                           | Kaiyanwang                                       | 鬼眼王                                               | 02:06                                       |
| 6                                                           | Kanashiki sadame                                 | 悲しき運命（さだめ）                                 | 02:01                                       |
| 7                                                           | Lang-pao-pao                                     | 狼暴暴                                               | 03:07                                       |
| 8                                                           | Konron no shitō                                  | 昆侖（こんろん）の死闘                               | 02:51                                       |
| 9                                                           | "Kagi no shō" End title                          | “鍵の章” エンドタイトル                              | 01:07                                       |
| 10                                                          | Intermission -Jikai yokoku-                      | インターミッション‐次回予告‐                         | 00:36                                       |
| ~Seima Densetsu~ "Kikan no shō" （～聖魔伝説～ “帰還の章”） |                                                  |                                                      |                                             |
| 11                                                          | Hontō no watashi? ~ Main title                   | 本当の私？～メインタイトル                           | 01:27                                       |
| 12                                                          | Pai no theme ~ Jikansen o sakanobotte            | パイのテーマ～時間線を遡って                         | 02:45                                       |
| 13                                                          | Seichi                                           | 聖地                                                 | 03:49                                       |
| 14                                                          | Pai to Yakumo - Ai                               | パイと八雲・哀                                       | 03:03                                       |
| 15                                                          | Seima no kikan ~ "Shinjitsu" wa itsumo kakoku ni | 聖魔の帰還～「真実」はいつも過酷に                   | 02:12                                       |
| 16                                                          | Pai to Yakumo - Hisō                             | パイと八雲・悲愴                                     | 03:09                                       |
| 17                                                          | Yasashisa, arigatō -CONCERTO FOR LOVE-           | 優しさ、ありがとう‐ＣＯＮＣＥＲＴＯ ＦＯＲ ＬＯＶＥ‐ | 02:57                                       |
| 18                                                          | Tabi no owari ni~ "Kikan no shō" End title       | 旅の終わりに～ “帰還の章” エンドタイトル             | 04:08                                       |
| Bonus Track （ボーナストラック）                            |                                                  |                                                      |                                             |
| 19                                                          | Yume yo, soshite kanata e...                     | 夢よ、そして彼方へ・・・                             | 04:33                                       |

Ce CD reprend les musiques de la deuxième et de la troisième OAV.